# Pipe Creek
Pipe Creek è una comunità non incorporata degli Stati Uniti d'America, situata nella contea di Bandera dello Stato del Texas. Secondo il censimento effettuato nel 1990 abitavano nella comunità 66 persone. Fa parte della San Antonio Metropolitan Statistical Area.

## Geografia
La comunità è situata a 29°43′25″N 98°56′09″W, nella parte orientale della contea, 9 miglia ad est di Bandera. È attraversata dalla State Highway 16.

## Istruzione
L'istruzione pubblica a Pipe Creek è fornita dal Bandera Independent School District.